# Pacific Steam Navigation Company
La Pacific Steam Navigation Company (PSNC) fue la primera empresa naviera que utiliza la navegación a vapor en el Pacífico. Fue conocida también como Compañía Inglesa de Vapores. Fue fundada por el estadounidense William Wheelwright.

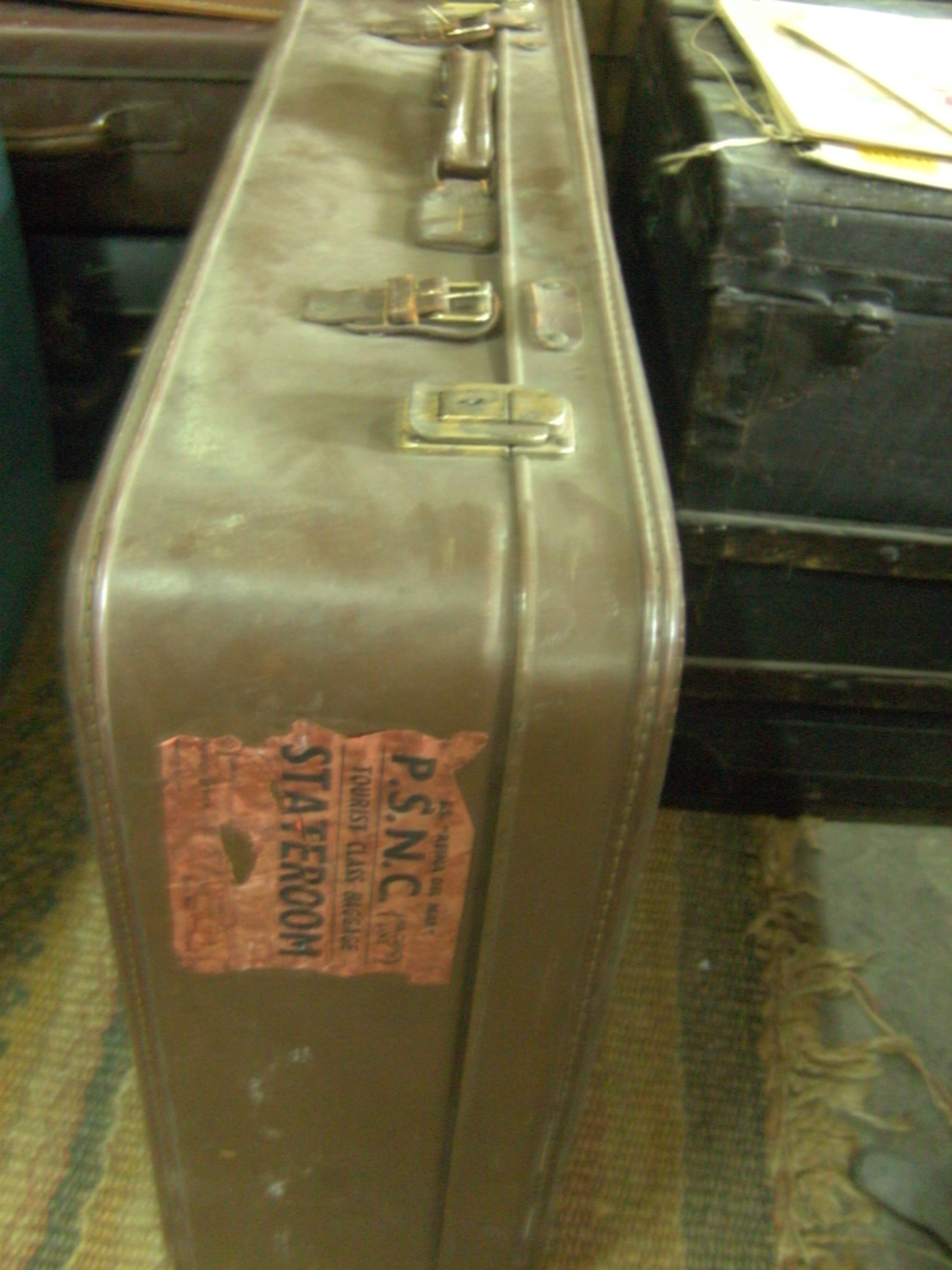
Antigua etiqueta de la Pacific Steam Navigation Company que aún se mantiene pegada a la maleta

Formada en Londres en 1838, inició su operaciones en Sudamérica en 1840 con dos vapores a ruedas: Chile y Perú, para el correo postal. Al comienzo, su ruta era entre los puertos de Valparaíso, Coquimbo, Huasco, Copiapó, Cobija, Iquique, Arica, Islay, Pisco y Callao. En 1846 expandió su ruta a Huanchaco, Lambayeque, Paita, Guayaquil, Buenaventura y Panamá.
En 1852 ganó el contrato para el correo del gobierno británico en el área. En 1868 abrió una ruta desde Liverpool hasta el Callao. En 1877 empezó una ruta hasta Australia, hasta 1905 cuando vendió la ruta a la Royal Mail Steam Packet Company (Royal Mail S.P.Co.). En 1920 empieza una ruta desde Nueva York hasta Valparaíso a través del Canal de Panamá.
Desde 1910 PSNC fue controlada por la Royal Mail S.P.Co., aunque operaban como empresas distintas. En 1931 colapsó la Royal Mail S.P.Co. y PSNC fue controlada por sus acrededores. En 1938 de nuevo la Royal Mail S.P.Co. toma el control de la empresa. Furness Whity tomó el control del grupo naviero de la Royal Mail S.P.Co. en 1965 y se fusiona con la Pacific Steam Navigation Company en 1984.

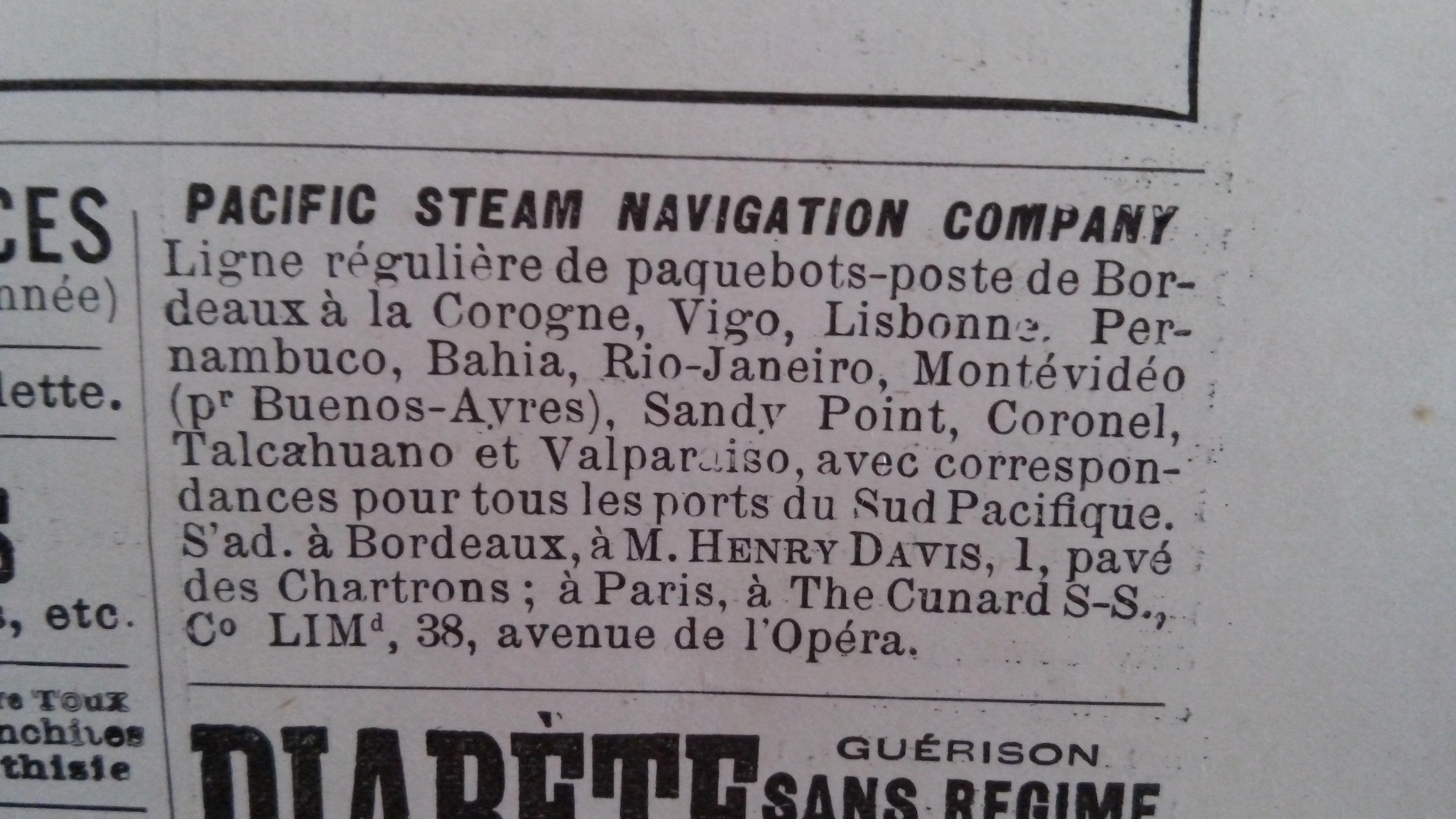
Aviso publicado en el anuario 1892 revista L'Ilustration,Francia

## Rutas
| Año         | Tipo              | Ruta principal     | Puertos |
| ----------- | ----------------- | ------------------ | --- |
| 1843 - 1923 | Correo            | Chile - Perú       | Valparaíso - puertos costeros - Callao |
| 1846 - 1923 | Correo            | Chile - Panamá     | Valparaíso - Callao - Guayaquil - Panamá |
| 1848 - 1923 | Correo            | Chile (doméstico)  | Valparaíso - Puerto Montt |
| 1868 - 1920 | Correo            | Europa - Chile     | Liverpool - Burdeos - Lisboa - Cabo Verde - Río de Janeiro - Montevideo - Punta Arenas - Valparaíso (desde 1870) - Arica - Mollendo - Callao                                            |
| 1877 - 1879 | Correo, pasajeros | Europa - Argentina | Liverpool - Burdeos - Buenos Aires |
| 1904 - 1920 | Correo, pasajeros | Europa - Argentina | Liverpool - La Pallice - La Coruña - Vigo - Lisboa - Recife - Salvador - Río de Janeiro - Montevideo - Buenos Aires - Puerto Stanley - Punta Arenas - Coronel - Talcahuano - Valparaíso |
| 1914 - 1945 | Correo            | Panamá (doméstico) | Cristóbal - Canal de Panamá - Champerico |

## Barcos de Pasajeros
| Año         | Nombre             | Tonelaje  | Constructor                          | Estatus/Destino                                                                 |
| ----------- | ------------------ | --------- | ------------------------------------ | ------------------------------------------------------------------------------- |
| 1840        | Chile (I)          | 690 TPM   | Curling & Young Ltd., Limethouse     | 1852 vendido                                                                    |
| 1840        | Perú (I)           | 690 TPM   | Curling & Young Ltd., Limethouse     | 1852 hundido en la costa chilena                                                |
| 1845        | Ecuador (I)        | 323 TPM   | Tod & McGregor Ltd., Glasgow         | 1850 vendido                                                                    |
| 1849        | Bolivia (I)        | 773 TPM   | R. Napier & Sons Ltd., Glasgow       | 1870 fuera de servicio y luego vendido para desmantelar                         |
| 1851        | Lima (I)           | 1461 TPM  | R. Napier & Sons Ltd., Glasgow       | 1863 hundido en la costa chilena                                                |
| 1851        | Santiago (I)       | 1461 TPM  | R. Napier & Sons Ltd., Glasgow       | 1857 vendido                                                                    |
| 1852        | Bogotá (I)         | 1461 TPM  | R. Napier & Sons Ltd., Glasgow       | 1871 cerca de Punta Tarada encallado y hundido                                  |
| 1852        | Quito (I)          | 1461 TPM  | R. Napier & Sons Ltd., Glasgow       | 1853 hundido en la costa chilena                                                |
| 1856        | Callao (I)         | 1060 TPM  | J. Reid & Co. Ltd., Glasgow          | 1871 hundido en la costa chilena                                                |
| 1856        | Valparaíso (I)     | 1060 TPM  | Randolph & Elder Ltd., Glasgow       | 1880 vendido                                                                    |
| 1861        | Perú (II)          | 1307 TPM  | Randolph & Elder Ltd., Glasgow       | 1881 fuera de servicio y luego vendido para desmantelar                         |
| 1863        | Quito (II)         | 1388 TPM  | Randolph & Elder Ltd., Glasgow       | 1865 vendido                                                                    |
| 1863        | Chile (II)         | 1672 TPM  | Randolph & Elder Ltd., Glasgow       | 1878 vendido                                                                    |
| 1865        | Santiago (II)      | 1672 TPM  | Randolph & Elder Ltd., Glasgow       | 1869 hundido en el Estrecho de Magallanes                                       |
| 1865        | Pacific            | 1672 TPM  | Randolph & Elder Ltd., Glasgow ´     | 1880 fuera de servicio y luego vendido para desmantelar                         |
| 1865        | Limeña             | 1672 TPM  | Randolph & Elder Ltd., Glasgow       | 1880 fuera de servicio y luego vendido para desmantelar                         |
| 1866        | Panamá (II)        | 1672 TPM  | Randolph & Elder Ltd., Glasgow       | 1880 fuera de servicio y luego vendido para desmantelar                         |
| 1866        | Colón              | 1995 TPM  | Randolph & Elder Ltd., Glasgow       | 1872 vendido                                                                    |
| 1868        | Magellan (I)       | 2877 TPM  | Randolph & Elder Ltd., Glasgow       | 1893 fuera de servicio y luego vendido para desmantelar                         |
| 1869        | Cordillera         | 2877 TPM  | Randolph & Elder Ltd., Glasgow       | 1882 hundido en el Estrecho de Magallanes                                       |
| 1869        | Araucanía          | 2877 TPM  | Randolph & Elder Ltd., Glasgow       | 1897 vendido                                                                    |
| 1869        | Patagonia          | 2877 TPM  | Randolph & Elder Ltd., Glasgow       | 1895 hundido en la costa chilena                                                |
| 1869        | John Elder         | 3832 TPM  | John Elder & Co. Ltd., Glasgow       | 1892 hundido en la costa chilena                                                |
| 1870        | Caldera            | 1741 TPM  | W. Denny & Bros. Ltd., Dumbarton     | 1876 vendido                                                                    |
| 1871        | Chimbarozzo (I)    | 4105 TPM  | John Elder & Co. Ltd., Glasgow       | 1878 vendido a Orien Line                                                       |
| 1871        | Cuzco (I)          | 4105 TPM  | John Elder & Co. Ltd., Glasgow       | 1878 vendido a Orien Line                                                       |
| 1871        | Garonne            | 4105 TPM  | John Elder & Co. Ltd., Glasgow       | 1877 vendido a Orien Line                                                       |
| 1871        | Lusitania          | 4105 TPM  | John Elder & Co. Ltd., Glasgow       | 1877 vendido a Orien Line                                                       |
| 1872        | Aconcagua          | 4105 TPM  | John Elder & Co. Ltd., Glasgow       | 1895 vendido                                                                    |
| 1872        | Cotopaxi (I)       | 4022 TPM  | John Elder & Co. Ltd., Glasgow       | 1889 hundido tras una colisión en el Estrecho de Magallanes                     |
| 1872        | Illimani           | 4022 TPM  | John Elder & Co. Ltd., Glasgow       | 1879 hundido en la costa de Yemen                                               |
| 1872        | Sorata (I)         | 4014 TPM  | John Elder & Co. Ltd., Glasgow       | 1895 fuera de servicio y luego vendido para desmantelar                         |
| 1872        | Corcovado (I)      | 3805 BRT  | Laird Bros. & Co. Ltd., Birkenhead   | 1875 vendido a Royal Mail Line renombrado Don                                   |
| 1873        | Puno (I)           | 3805 TPM  | Laird Bros. & Co. Ltd., Birkenhead   | 1875 vendido a Royal Mail Line renombrado Para                                  |
| 1872        | Tacora             | 3575 TPM  | John Elder & Co. Ltd., Glasgow       | 1872 hundido cerca de Montevideo en su viaje inaugural                          |
| 1873        | Valparaíso (II)    | 3575 TPM  | John Elder & Co. Ltd., Glasgow       | 1887 hundido cerca de Vigo (España)                                             |
| 1873        | Potosí (I)         | 4218 TPM  | John Elder & Co. Ltd., Glasgow       | 1897 fuera de servicio y luego vendido para desmantelar                         |
| 1873        | Britannia          | 4129 TPM  | Laird Bros. & Co. Ltd., Birkenhead   | 1895 cerca de Río de Janeiro fue trasladado a tierra y vendido                  |
| 1873        | Galicia            | 3829 TPM  | Laird Bros. & Co. Ltd., Birkenhead   | 1898 vendido                                                                    |
| 1873        | Iberia             | 4671 TPM  | John Elder & Co. Ltd., Glasgow       | 1903 fuera de servicio y luego vendido para desmantelar                         |
| 1874        | Liguria            | 4671 TPM  | John Elder & Co. Ltd., Glasgow       | 1903 fuera de servicio y luego vendido para desmantelar                         |
| 1879        | Pizarro (I)        | 2160 TPM  | R. Napier & Sons Ltd., Glasgow       | 1907 fuera de servicio y luego vendido para desmantelar                         |
| 1879        | Mendoza            | 2160 TPM  | R. Napier & Sons Ltd., Glasgow       | 1904 fuera de servicio y luego vendido para desmantelar                         |
| 1881        | Puno (II)          | 2398 TPM  | R. Napier & Sons Ltd., Glasgow       | 1904 fuera de servicio y luego vendido para desmantelar                         |
| 1881        | Serena             | 2398 TPM  | R. Napier & Sons Ltd., Glasgow       | 1903 fuera de servicio y luego vendido para desmantelar                         |
| 1886        | Oroya (I)          | 6077 TPM  | Barrow SB Co. Ltd., Barrows          | 1906 vendido                                                                    |
| 1886        | Orizaba            | 6077 TPM  | Barrow SB Co. Ltd., Barrows          | 1905 cerca de Sídney fue trasladado a tierra y vendido                          |
| 1889        | Oruba (I)          | 5857 TPM  | Barrow SB Co. Ltd., Barrows          | 1906 vendido                                                                    |
| 1889        | Orotava            | 5857 TPM  | Barrow SB Co. Ltd., Barrows          | 1906 vendido                                                                    |
| 1893        | Orcana (I)         | 4823 TPM  | Harland & Wolff Ltd., Belfast        | 1903 vendido a HAPAG y renombrado Albingia                                      |
| 1893        | Orellana           | 4823 TPM  | Harland & Wolff Ltd., Belfast        | 1904 vendido a HAPAG y renombrado Allemania                                     |
| 1895        | Oropesa (I)        | 5321 TPM  | Harland & Wolff Ltd., Belfast        | 1915 vendido a la armada francesa                                               |
| 1895        | Orissa (I)         | 5358 TPM  | Harland & Wolff Ltd., Belfast        | 1918 torpedeada y hundida                                                       |
| 1897        | Oravia (I)         | 5321 TPM  | Harland & Wolff Ltd., Belfast        | 1912 cerca de Puerto Stanley trasladado a tierra y hundido                      |
| 1899        | Ortona (I)         | 7945 TPM  | Vickers, Sons & Maxim Ltd., Barrows  | 1906 vendido                                                                    |
| 1903        | Orita              | 9266 TPM  | Harland & Wolff Ltd., Belfast        | 1927 retirado y en 1931 vendido para desmantelar                                |
| 1906        | Ortega (I)         | 7989 TPM  | Harland & Wolff Ltd., Belfast        | 1927 fuera de servicio y luego vendido para desmantelar                         |
| 1906        | Oronsa             | 7989 TPM  | Harland & Wolff Ltd., Belfast        | 1918 cerca de Isla Bardsey torpedeado y hundido                                 |
| 1906        | Oriana (II)        | 8086 TPM  | Barclay, Curle & Co. Ltd., Glasgow   | 1933 fuera de servicio y luego vendido para desmantelar                         |
| 1908        | Orcoma (I)         | 11546 TPM | W. Beardmore & Co. Ltd., Glasgow     | 1933 fuera de servicio y luego vendido para desmantelar                         |
| 1914        | Orbita (I)         | 15495 TPM | Harland & Wolff Ltd., Belfast        | 1951 fuera de servicio y luego vendido para desmantelar                         |
| 1914        | Orduna (I)         | 15499 TPM | Harland & Wolff Ltd., Belfast        | 1950 fuera de servicio y luego vendido para desmantelar                         |
| 1918        | Orca               | 16063 TPM | Harland & Wolff Ltd., Belfast        | 1927 vendido a White Star Line y renombrado Calgaric                            |
| 1920        | Oropesa (II)       | 14118 TPM | Cammell Laird & Co. Ltd., Birkenhead | 1941 torpedeado cerca de Irlanda (106 muertos)                                  |
| 1921 (1905) | Oruba (II)         | 6795 TPM  | A. Stephen & Sons Ltd., Glasgow      | 1905 de Aberdeen Line llamado Marathon / 1921 pasa a PSNC / 1924 desmantelado   |
| 1921 (1905) | Orcana (II)        | 6795 TPM  | A. Stephen & Sons Ltd., Glasgow      | 1905 de Aberdeen Line llamado Miltiades / 1921 pasa a PSNC / 1924 desmantelado  |
| 1922 (1914) | Essequibo          | 8489 TPM  | Workman, Clark & Co. Ltd., Belfast   | 1915 de Royal Mail Line / 1922 pasa a PSMco / 1935 vendido a la Unión Soviética |
| 1922 (1915) | Ebro               | 8489 TPM  | Workman, Clark & Co. Ltd., Belfast   | 1914 de Royal Mail Line / 1922 pasa a PSNC / 1935 vendido a Yugoslavia          |
| 1923        | Oroya (II)         | 12257 TPM | Harland & Wolff Ltd., Belfast        | 1950 fuera de servicio y luego vendido para desmantelar                         |
| 1924        | Oravia (II)        | 12257 TPM | Harland & Wolff Ltd., Belfast        | 1952 fuera de servicio y luego vendido para desmantelar                         |
| 1925        | Orissa (II)        | 12257 TPM | Harland & Wolff Ltd., Belfast        | 1952 fuera de servicio y luego vendido para desmantelar                         |
| 1931        | Reina del Pacífico | 17702 TPM | Harland & Wolff Ltd., Belfast        | 1958 fuera de servicio y luego vendido para desmantelar                         |
| 1956        | Reina del Mar      | 20750 TPM | Harland & Wolff Ltd., Belfast        | 1973 vendido a Union-Castle Line                                                |

## Buques de Carga
| Año         | Nombre         | Tonelaje  | Constructor                                  | Estatus/Destino                                                            |
| ----------- | -------------- | --------- | -------------------------------------------- | -------------------------------------------------------------------------- |
| 1889        | Santiago (III) | 2953 TPM  | Barrow SB Co. Ltd., Barrows                  | 1907 hundido                                                               |
| 1889        | Arequipa (II)  | 2953 TPM  | Barrow SB Co. Ltd., Barrows                  | 1889 hundido (80 muertos)                                                  |
| 1893        | Inca (II)      | 3603 TPM  | Harland & Wolff Ltd., Belfast                | 1923 vendido                                                               |
| 1893        | Magellan (II)  | 3603 TPM  | Harland & Wolff Ltd., Belfast                | 1918 torpedeado y hundido                                                  |
| 1893        | Sarmiento (I)  | 3603 TPM  | Harland & Wolff Ltd., Belfast                | 1910 vendido                                                               |
| 1893        | Antisana       | 3603 TPM  | Harland & Wolff Ltd., Belfast                | 1918 torpedeado y hundido                                                  |
| 1896        | Chile (III)    | 3225 TPM  | Caird & Co. Ltd., Greenock                   | 1921 fuera de servicio                                                     |
| 1896        | Perú (III)     | 3225 TPM  | Caird & Co. Ltd., Greenock                   | 1922 vendido                                                               |
| 1896        | Corcovado (II) | 4568 TPM  | Swan & Hunter Ltd., Newcastle                | 1921 fuera de servicio                                                     |
| 1897        | Sorata (II)    | 4568 TPM  | Swan & Hunter Ltd., Newcastle                | 1922 vendido                                                               |
| 1899        | Columbia (II)  | 3335 TPM  | Caird & Co. Ltd., Greenock                   | 1907 hundido                                                               |
| 1899        | Guatemala      | 3227 TPM  | Caird & Co. Ltd., Greenock                   | 1923 vendido                                                               |
| 1900        | Potosí (II)    | 5896 TPM  | Wigham Richardson Ltd., Newcastle            | 1900 vendido                                                               |
| 1901        | Galicia (II)   | 5896 TPM  | Wigham Richardson Ltd., Newcastle            | 1917 torpedeado y hundido                                                  |
| 1902        | Panamá (III)   | 5981 TPM  | Fairfield SB & Eng. Co. Ltd., Glasgow        | 1918 vendido a la Royal Navy                                               |
| 1902        | Victoria       | 5981 TPM  | Fairfield SB & Eng. Co. Ltd., Glasgow        | 1923 fuera de servicio                                                     |
| 1902        | México         | 5981 TPM  | Fairfield SB & Eng. Co. Ltd., Glasgow        | 1922 fuera de servicio                                                     |
| 1902        | California     | 5981 TPM  | Fairfield SB & Eng. Co. Ltd., Glasgow        | 1917 torpedeado y hundido                                                  |
| 1905        | Potosí (III)   | 4375 TPM  | W. Pickersgill & Sons Ltd., Sunderland       | 1925 vendido                                                               |
| 1905 (1885) | Callao (II)    | 4206 TPM  | Harland & Wolff Ltd., Belfast                | 1885 de White Star Line Gaelic / 1905 pasa a PSNC / 1907 fuera de servicio |
| 1906        | Duendes        | 4603 TPM  | J. Laing & Co. Ltd., Sunderland              | 1927 vendido                                                               |
| 1906        | Esmeraldas     | 4603 TPM  | J. Laing & Co. Ltd., Sunderland              | 1917 durante el embargo Gaviota fue capturado y hundido                    |
| 1906        | Flamenco       | 4603 TPM  | J. Laing & Co. Ltd., Sunderland              | 1916 durante el embargo Gaviota fue capturado y hundido                    |
| 1906        | Bogotá (II)    | 4603 TPM  | J. Laing & Co. Ltd., Sunderland              | 1916 torpedeado y hundido                                                  |
| 1907        | Kenuta (I)     | 4953 TPM  | John Brown & Co. Ltd., Clydebank             | 1926 vendido                                                               |
| 1907        | Lima (III)     | 4953 TPM  | John Brown & Co. Ltd., Clydebank             | 1910 gesunken                                                              |
| 1907        | Junín          | 4536 TPM  | W. Beardmore & Co. Ltd., Glasgow             | 1926 vendido                                                               |
| 1907        | Huanchaco      | 4536 TPM  | W. Beardmore & Co. Ltd., Glasgow             | 1926 vendido                                                               |
| 1907        | Quilpué        | 3674 TPM  | John Brown & Co. Ltd., Clydebank             | 1922 vendido                                                               |
| 1907        | Quillota       | 3674 TPM  | W. Beardmore & Co. Ltd., Glasgow             | 1923 vendido                                                               |
| 1919        | Loreto         | 6682 TPM  | Harland & Wolff Ltd., Belfast                | 1951 vendido                                                               |
| 1919        | Loriga         | 6682 TPM  | Harland & Wolff Ltd., Belfast                | 1951 vendido                                                               |
| 1919        | Lagarto        | 6682 TPM  | Harland & Wolff Ltd., Belfast                | 1948 fuera de servicio                                                     |
| 1919        | Bogotá (III)   | 5210 TPM  | Cammell Laird & Co. Ltd., Birkenhead         | 1932 vendido                                                               |
| 1919        | Ballena        | 5210 TPM  | W. Dobson & Co. Ltd., Newcastle              | 1933 vendido                                                               |
| 1920 (1913) | Magellan (III) | 6553 TPM  | J.C. Tecklenborg AG, Geestemünde             | 1913 de Roland Line Alda / 1920 PSNC / 1934 fuera de servicio              |
| 1920        | La Paz         | 6520 TPM  | Harland & Wolff Ltd., Bekfast                | 1942 torpedeado y hundido                                                  |
| 1921        | Lobos          | 6520 TPM  | Harland & Wolff Ltd., Belfast                | 1952 fuera de servicio                                                     |
| 1921        | Losada         | 6520 TPM  | Harland & Wolff Ltd., Belfast                | 1952 fuera de servicio                                                     |
| 1923        | Laguna         | 6466 TPM  | Harland & Wolff Ltd., Belfast                | 1952 fuera de servicio                                                     |
| 1923 (1915) | Latauro        | 6240 TPM  | Harland & Wolff Ltd., Belfast                | 1915: Bostonian, Leyland Line / 1923 PSNC / 1947 vendido                   |
| 1945        | Samanco        | 6413 TPM  | Harland & Wolff Ltd., Belfast                | 1956 vendido                                                               |
| 1945        | Sarmiento (II) | 6413 TPM  | Harland & Wolff Ltd., Belfast                | 1969 vendido                                                               |
| 1946        | Santander      | 6705 TPM  | Harland & Wolff Ltd., Belfast                | 1967 vendido                                                               |
| 1947        | Salinas        | 6705 TPM  | Harland & Wolff Ltd., Belfast                | 1968 vendido                                                               |
| 1948        | Salamanca      | 6705 TPM  | Harland & Wolff Ltd., Belfast                | 1967 vendido                                                               |
| 1948        | Salaverry      | 6705 TPM  | Harland & Wolff Ltd., Belfast                | 1967 vendido                                                               |
| 1947 (1943) | Talca (III)    | 7219 TPM  | Bethlehem-Fairfield Shipyard Inc., Baltimore | 1943: USMC / 1947 PSNC / 1953 vendido                                      |
| 1950        | Kenuta (II)    | 8564 TPM  | Greenock Dockyard Ltd., Greenock             | 1970 vendido                                                               |
| 1950        | Flamenco (II)  | 8564 TPM  | Greenock Dockyard Ltd., Greenock             | 1966 vendido                                                               |
| 1951        | Cuzco (II)     | 8564 TPM  | Blyth D.D. & SB Co. Ltd., Blyth              | 1965 vendido                                                               |
| 1954        | Cotopaxi (II)  | 8564 TPM  | W. Denny & Bros. Ltd., Dumbarton             | 1973 vendido                                                               |
| 1955        | Pizarro (II)   | 8564 TPM  | Greenock Dockyard Ltd., Greenock             | 1972 vendido                                                               |
| 1955        | Potosí (IV)    | 8564 TPM  | Greenock Dockyard Ltd., Greenock             | 1972 vendido                                                               |
| 1959        | Eleuthera      | 5684 TPM  | Harland & Wolff Ltd., Belfast                | 1971 vendido                                                               |
| 1959        | Somers Isle    | 5684 TPM  | Harland & Wolff Ltd., Belfast                | 1971 vendido                                                               |
| 1959        | Cienfuegos     | 5684 TPM  | Russell & Co. Ltd., Aberdeen                 | 1971 vendido                                                               |
| 1966        | Orcoma (II)    | 10300 TPM | Harland & Wolff Ltd., Belfast                | 1979 vendido                                                               |
| 1968 (1956) | Oroya (III)    | 6311 TPM  | Bremer Vulkan AG, Vegesack                   | 1956: Arabic, SS&A / 1968 PSNC / 1972 vendido                              |
| 1968 (1957) | Orita (III)    | 6311 TPM  | Bremer Vulkan AG, Vegesack                   | 1956: Afric, SS&A / 1968 PSNC / 1972 vendido                               |
| 1968 (1956) | Oropesa (III)  | 6311 TPM  | Bremer Vulkan AG, Vegesack                   | SS&A / 1968 PSNC / 1970 vendido                                            |

## Curiosidades
Referencias a los servicios de la compañía
En el año 1872, en la primera guía de viajes ilustrada en Chile denominada “Chile Ilustrado” de Recaredo Santos Tornero aparece un comentario respecto a los servicios de esta compañía hacia los pasajeros.

La compañía inglesa nada deja que desear por lo que toca a la calidad de sus vapores, a la puntualidad en el servicio i a la capacidad de sus capitanes, pero con respecto a las comidas i al trato interior, no está a la altura de las necesidades. Desde la fundacion hasta el dia, ha imperado con doda tirantez, el mas añejo régimen británico. En la calidad de los alimentos i las horas de la comida, no se tiene para nada en cuenta que la mayor parte, sino todos los pasajeros, son Americanos, i estrañan por consiguiente, sus costumbres i gustos particulares, de que se ven totalmente privados a bordo de los vapores ingleses.

Las iniciales P.S.N.C. recibieron las siguientes interpretaciones según Bunster

- «Pícaros Sin Ninguna Consideración».
- «Pasajeros Ser Nunca Contentos».
- «Pésimas Son Nuestras Comidas».
- «Peor Sería No Comerlas».